# Live in Germany 1976
Live in Germany 1976 — живий альбом англійської групи Rainbow.

## Композиції
1. Kill the King — 5:25
2. Mistreated — 16:00
3. Sixteenth Century Greensleeves — 7:50
4. Catch the Rainbow — 14:50
5. Man on the Silver Mountain — 13:37
6. Stargazer — 17:10
7. Still I'm Sad — 15:00
8. Do You Close Your Eyes — 9:45

## Склад
- Ронні Джеймс Діо — вокал
- Річі Блекмор — гітара
- Тоні Кері — синтезатор
- Джиммі Бейн — басс-гітара
- Козі Пауелл — ударні